# Kazimierz Grotnik
Kazimierz Józef Grotnik (en. Casimir Grotnik, ur. 24 marca 1935, zm. 9 grudnia 2005) – polski duchowny starokatolicki, doktor teologii, historyk, biskup Diecezji Centralnej Polskiego Narodowego Kościoła Katolickiego w latach 1999-2005. 

## Życiorys
Urodził się w Łysobykach. W 1952 roku ukończył liceum w Dęblinie, a następnie studiował filozofię i teologię na Katolickim Uniwersytecie Lubelskim. W 1958 roku przyjął święcenia kapłańskie z rąk rzymskokatolickiego biskupa lubelskiego, Piotra Kałwy. Po przyjęciu prezbiteratu został skierowany na studia uzupełniające w Instytucie Muzyki Kościelnej KUL. W 1962 roku inkardynowany do diecezji lubelskiej. Pracował w różnych parafiach na terenie Lubelszczyzny. 
W 1969 roku wyemigrował do Stanów Zjednoczonych Ameryki. Wystąpił z Kościoła katolickiego i został duchownym PNKK. Biskup Leon Grochowski skierował go do pracy na parafiach narodowych Middleport i Summie Hill w stanie Pensylwania. Od 1983 roku administrował placówkami PNKK w Hazleton i McAdoo. W 1989 został mianowany seniorem senioratu Plymouth. W 1999 roku został nominowany, a następnie konsekrowany biskupem Diecezji Centralnej PNKK.
Wieloletni wykładowca seminarium duchownego PNKK w Scranton. W 1995 roku ukończył studia magisterskie z zakresu teologii starokatolickiej, a w 1996 roku otrzymał doktorat na Chrześcijańskiej Akademii Teologicznej w Warszawie. 
Kazimierz Grotnik był z zamiłowania historykiem. Publikował prace naukowe z zakresu historii Kościoła, a szczególnie historii PNKK. Przez wiele lat kierował Archiwum i Biblioteką Diecezji Centralnej PNKK. Był członkiem Komisji Biografii Biskupa Franciszka Hodura, przewodniczącym Komisji Historii i Archiwum PNKK w Ameryce, członkiem Polsko-Amerykańskiego Stowarzyszenia Historyków, członkiem Polskiego Instytutu Sztuki i Nauki, członkiem Instytutu Piłsudskiego w Ameryce. 
Od 1972 roku członek, a od 1991 roku dyrektor Głównego Zarządu Polsko-Narodowej Spójni w Ameryce.